# Léning

Léning (germană Leiningen) este o comună cu 268 loc. (2006) situată în departamentul Moselle, regiunea Lorena, Franța.
1. ↑  répertoire géographique des communes, accesat în 26 octombrie 2015